# Gwen Stefani
Vous lisez un « bon article » labellisé en 2007.
Pour les articles homonymes, voir Stefani.
Gwen Renée Stefani (en anglais [gwɛn stɛˈfɑːni]), née le 3 octobre 1969 à Fullerton, en Californie, est une chanteuse, auteure-compositrice-interprète et styliste américaine.
Elle se fait connaître en tant que chanteuse du groupe No Doubt depuis 1994 dont le premier album No Doubt est sorti en 1992, suivi de The Beacon Street Collection et Tragic Kingdom tous les deux sortis en 1995. Le groupe est de retour en 2000 avec Return of Saturn suivi en 2001 de Rock Steady, qui comprend la chanson Hey Baby.
En 2004, Stefani lance sa carrière solo avec son premier album Love. Angel. Music. Baby., suivi en 2006 par l'album The Sweet Escape. En 2008, Stefani réintègre le groupe No Doubt qui se reforme. En 2016, dix ans après son dernier album solo, Stefani sort This Is What the Truth Feels Like. Elle sort en octobre 2017 un album de chansons de Noël intitulé You Make It Feel Like Christmas. En 2024, elle publie son 5e album studio Bouquet.
Elle participe à six reprises comme jurée de l'émission américaine The Voice. À Las Vegas, Stefani assure une série de concerts en résidence entre 2020 et 2022.
En parallèle de sa carrière musicale, elle débute en 2003 dans le stylisme avec sa ligne de vêtement L.A.M.B. et étend sa collection avec en 2005 la ligne Harajuku Lovers, puis en 2011 avec Harajuku Mini pour les enfants, avec une forte inspiration de la mode et la culture japonaise. Lorsque Stefani se produit en concert, elle est accompagnée de danseuses, les Harajuku Girls. Puis en 2022, Stefani sort une gamme de cosmétique GXVE Beauty. En 2019, les marques de Gwen Stefani lui rapporte plus d'un milliard de dollars américains de ventes au détail.
De 2002 à 2015, elle a été mariée avec le musicien grunge Gavin Rossdale, avec qui elle a trois fils. En 2021, elle épouse le chanteur de country Blake Shelton.

## Biographie

### Famille et jeunesse
Gwen Stefani naît le 3 octobre 1969 à Fullerton, en Californie. Son père, Dennis Stefani, un italo-américain, travaille chez Yamaha en tant que responsable marketing, et sa mère, Patti Flynn, d'ascendance irlandaise et écossaise, a été expert-comptable avant de devenir mère au foyer,. Ses parents, des amateurs de musique folk, de Bob Dylan et de Emmylou Harris, vont influencer en partie la carrière musicale de leur fille. Sa mère l’appelle Gwen, en référence à une hôtesse de l'air du roman Airport de Arthur Hailey, sorti en 1968. Son second prénom, Renée, vient de la reprise de la chanson Walk Away Renée par le groupe The Four Tops, datant également de 1968. Gwen Stefani grandit dans une fratrie de quatre enfants, Eric né en 1967, Jill née en 1972 et Todd né en 1974. Le premier fera partie du groupe No Doubt avec sa sœur depuis sa création en 1986. Les enfants Stefani reçoivent une éducation religieuse catholique. Petite, Gwen Stefani aime se déguiser avec des robes que sa mère coud. Avec son frère Éric, ils organisent des spectacles de marionnette dans leur quartier. Bien qu'elle adore l'école, dyslexique et TDAH, elle admet « que c'est un vrai défi » pour elle.

### No Doubt (1986-2004)

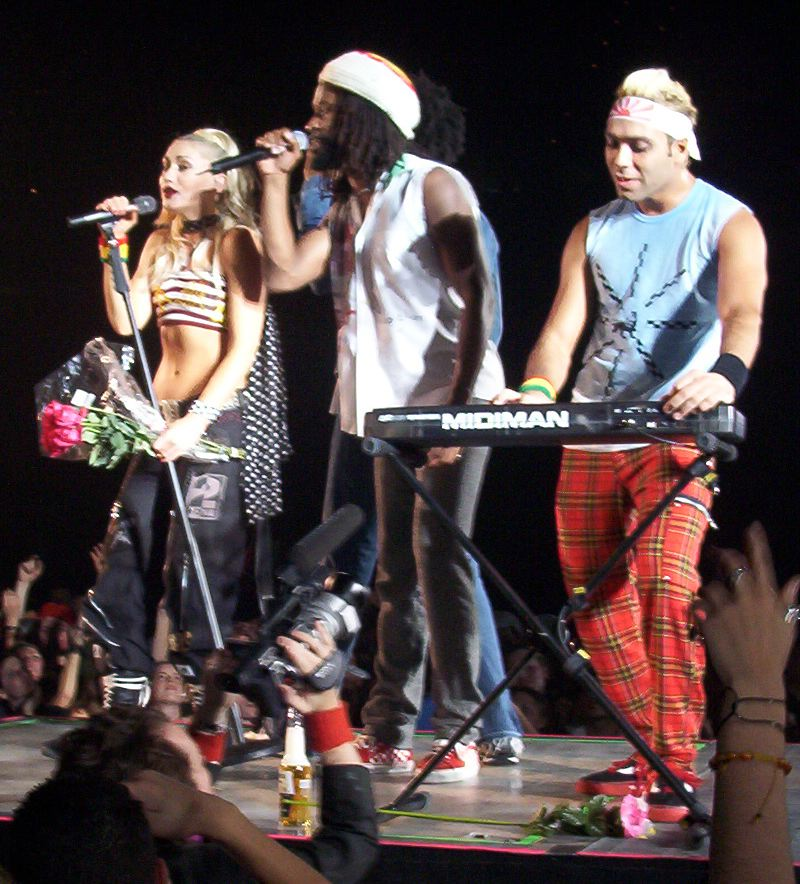
Gwen Stefani, Stephen Bradley, et Tony Kanal en mars 2002.

#### Formation et débuts du groupe
Gwen Stefani est présentée par son frère Eric Stefani au label britannique 2 Tone, dont les groupes phares sont Madness et The Selecter. En 1986, trouvant qu'elle a une jolie voix, Eric la pousse à rejoindre No Doubt en tant que choriste, un groupe de ska qu'il venait de former. Mais Gwen Stefani, qui à cette époque est encore au lycée, ne se sent pas vraiment à l'aise sur scène mais son frère insiste pour qu'elle continue. C'est en 1991 que le groupe signe avec le label Interscope Records. Le groupe répète dans le garage des parents de Stefani, deux fois par semaine après les cours.
Après avoir terminé le lycée, elle entre à l'Université d'État de Californie à Fullerton en section cosmétique,. Elle pose pour une photo inspirée par Marilyn Monroe prise par Herb Ritts pour une couverture de Teen Vogue.
En décembre 1987, le groupe pense à arrêter son activité, affecté par le suicide d'un de ses membres, le chanteur John Spence. Toutefois, No doubt finit par décider de se reformer et de continuer sur sa lancée en pensant que c'est ce que John aurait souhaité. Gwen Stefani n'a pas le courage d'assumer le rôle de chanteuse principale ; c'est donc le trompettiste Alan Meade qui prend la place de John, Stefani restant deuxième chanteuse. Il quitte néanmoins le groupe quelques mois plus tard, parce que sa petite amie est enceinte et qu'il veut travailler. Cette fois, Éric Stefani réussit à convaincre sa sœur de devenir la chanteuse du groupe. No Doubt prend alors un nouvel élan.
L'énergie considérable déployée sur scène par Gwen Stefani assure au groupe un certain succès dans leur état d'origine et il se retrouve assez rapidement avec un public de fans. Ils signent leur premier album No Doubt chez Interscope en 1992 ; ce n'est pas un grand succès, la mode étant au grunge. Gwen Stefani ne se reconnait pas dans l'agressivité des chanteuses de grunge, ni dans les chanteuses de folk, en revanche la chanteuse Deborah Harry qui explosait sur scène et jouait de son attirance sexuelle devient son influence majeure. Le demi-échec de No Doubt décourage les producteurs et le groupe décide d'auto-produire son second album : The Beacon Street Collection est enregistré dans un hangar en 1995.
Eric Stefani est lassé de l'absence de succès et quitte le groupe quelques mois avant le début de la gloire pour se consacrer à plein temps à son métier de dessinateur pour la série animée Les Simpson,.

#### Premiers succès et consécration du groupe
Quelques mois plus tard, Interscope décide finalement de leur accorder un album supplémentaire ; le groupe réalise ainsi Tragic Kingdom, disque de la consécration mondiale. De cet album est sorti en single le morceau Just a girl, qui se fera brièvement remarquer, puis Don't Speak, une ballade inspirée par la rupture de Stefani avec Tony Kanal après 7 ans de relation, qui resta jusqu'à six mois numéro 1 dans les classements de certains pays.
Le groupe sort en 2000 Return of Saturn, l'album marque un important investissement créatif de Gwen Stefani,. Sa relation avec son futur époux Gavin Rossdale en est la source d'inspiration principale,. Ensuite suivent l'album Rock Steady en 2001 et un best of en 2003 (dont est extrait la reprise de Talk Talk It's My Life),. Stefani et No Doubt sont invités sur l'album True Love de Toots and the Maytals ; l'album remporte le Grammy du meilleur album reggae en 2004,.
En parallèle de No Doubt, Stefani fait des apparitions sur des chansons d'autres artistes comme sur Let Me Blow Ya Mind (2001) d'Eve. Après la sortie du 5e album de son groupe Rock Steady, Stefani a envie de lancer sa carrière solo. D'autant plus, qu'après la tournée de concert Rock Steady Tour, les membres de No Doubt veulent faire une pause pour profiter de leurs entourages. En avril 2003, elle commence à enregistrer des chansons en solo.

### Premiers pas au cinéma

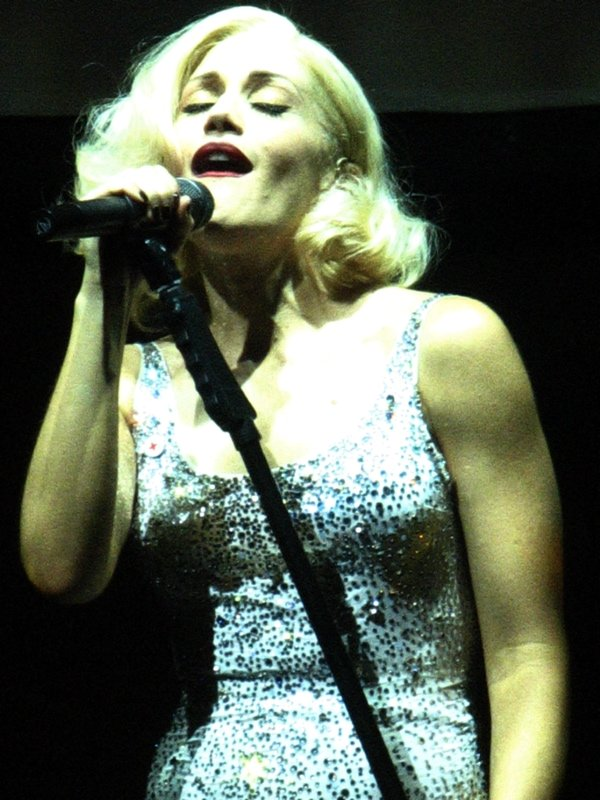
Gwen Stefani chantant Cool.

En 1997, Gwen Stefani s'adjoint les services de l'agent artistique David Schiff de l'United Talent Agency. En 2001, elle fait une première apparition au cinéma via un caméo dans Zoolander aux côtés de Gavin Rossdale.
En 2004, Gwen Stefani décroche son premier rôle et prête ses traits à Jean Harlow, une actrice blonde des années 1930, dans Aviator de Martin Scorsese, aux côtés de Leonardo DiCaprio et de Cate Blanchett. Sa participation dans le film est due à la fille de Scorsese, fan du groupe No Doubt, qui s'intéresse au casting du film. Après avoir vu une photo de Gwen à côté d'un arrêt de bus, elle est engagée. Afin de préparer ce rôle, Gwen Stefani a lu deux biographies de Harlow et vu dix-huit films. Ayant un rôle mineur, seuls cinq jours de tournage lui ont été nécessaires. Stefani décrit Harlow comme « belle et sexy » avec « un sens pour la mode à des années lumière de son temps ». Lors du tournage Stefani porte plus d'un million de dollars en diamant vintage. Un des critiques du magazine Harper's Bazaar décrit Stefani comme si « à la naissance elle portait des diamants, une robe en satin blanc, et Leonardo DiCaprio au bras ».
Par la suite, Stefani passera d'autres castings pour des films comme Le Dahlia noir de Brian de Palma ou Mr. et Mrs. Smith de Doug Liman ; sans être retenue.

### Love. Angel. Music. Baby(2004-2006)

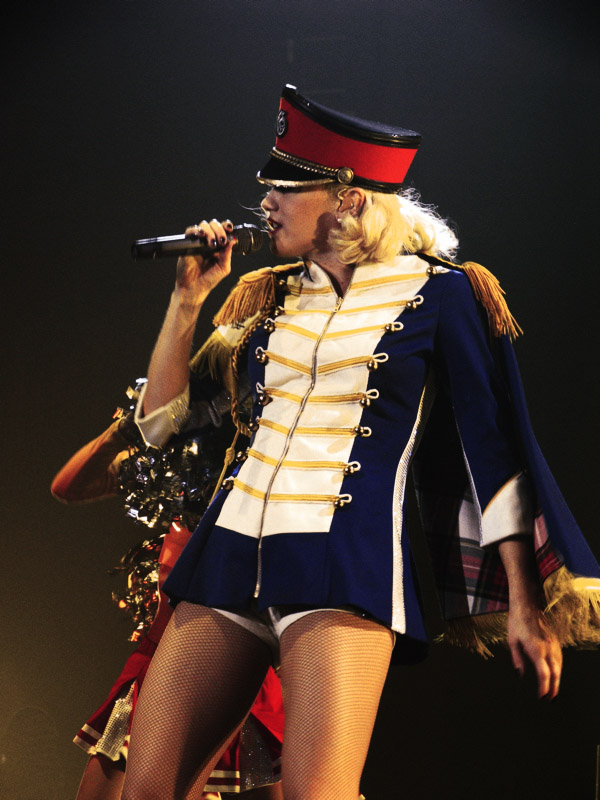
Gwen Stefani chantant Hollaback Girl.

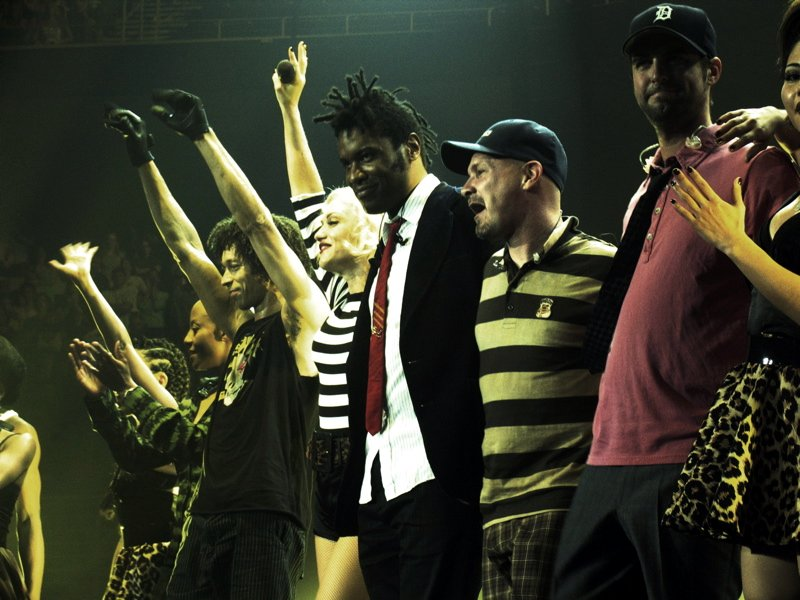
Rappel à un concert de Gwen Stefani.

Le premier album solo de Gwen Stefani sort en novembre 2004. Cet album est intitulé Love. Angel. Music. Baby. (L.A.M.B.), surnoms des quatre « Harajuku Girls », quatre danseuses qu'elle a recrutées à Harajuku, un quartier de Tokyo. L'album rassemble un large nombre de collaborations avec des producteurs et des artistes tels que Linda Perry, André 3000 du groupe OutKast et Pharrell Williams avec The Neptunes. Gwen Stefani a voulu créer un album qu'elle aurait pu écouter quand elle était au lycée et L.A.M.B. prend des influences variées comme le RnB, le hip-hop ou encore la new wave. Dès son lancement, l'album se classe septième au Billboard 200, avec 309 000 copies vendues. Le premier single What You Waiting For? ne rencontre pas le public aux États-Unis, n'atteignant que la quarante-septième place des palmarès tandis qu'ailleurs dans le monde, le morceau se hisse dans le top 10 de plusieurs classements. En mars 2005, Stefani sort le titre Rich Girl qui est le deuxième titre en duo avec la rappeuse Eve et produit par Dr.Dre, dont la musique est une adaptation de If I Were a Rich Man de la comédie Un violon sur le toit.
En 2004, pour la 47e cérémonie des Grammy Awards, Stefani est nommée dans la catégorie « Meilleure chanteuse pop » pour sa chanson What You Waiting For?, mais c'est Norah Jones qui sera récompensée pour Sunrise. Elle est aussi nommée dans la catégorie « Meilleure prestation vocale pop d'un duo ou groupe » avec No Doubt pour la reprise de la chanson It's My Life. Puis en 2005, Gwen Stefani est nommée lors de la 48e cérémonie des Grammy Awards dans la catégorie « Meilleure chanteuse pop de l'année » pour sa chanson Hollaback Girl. Lors de la même cérémonie, elle est nommée dans les catégories « Enregistrement de l'année », « Album de l'année », « Meilleur album pop de l'année » et « Collaboration rap »,.
En août 2005 sort Hollaback Girl aux fortes influences rap et RnB, le troisième single de Gwen Stefani, dans le clip duquel apparaît Pharrell Williams. Ce titre atteint la première place aux États-Unis et en Australie, où il est le second titre classé numéro un de Gwen Stefani. En octobre 2005, le titre est téléchargé plus d'un million de fois selon la RIAA. C'était la première fois qu'un titre était autant téléchargé aux États-Unis.
Cool, le quatrième single extrait de l'album, passe inaperçu en France (numéro 32) par rapport au succès de Rich Girl (numéro 4) mais arrive cependant à se classer dans le top 20 aux États-Unis et au Royaume-Uni (numéro 11). Luxurious et Crash sont respectivement les cinquième et sixième singles. Gwen Stefani annoncera lors d'un concert en Floride de sa tournée sa grossesse. Au classement général de l'année 2005 en France selon Ifop, le titre What You Waiting For? a été classé numéro 61 et le titre Rich Girl 76e.
Stefani lance sa tournée Harajuku Lovers Tour le 16 octobre 2005. Dans un premier 19 dates sont prévues, mais à la suite des fortes demandes, Stefani fera 42 concerts.

### The Sweet Escape(2006-2008)

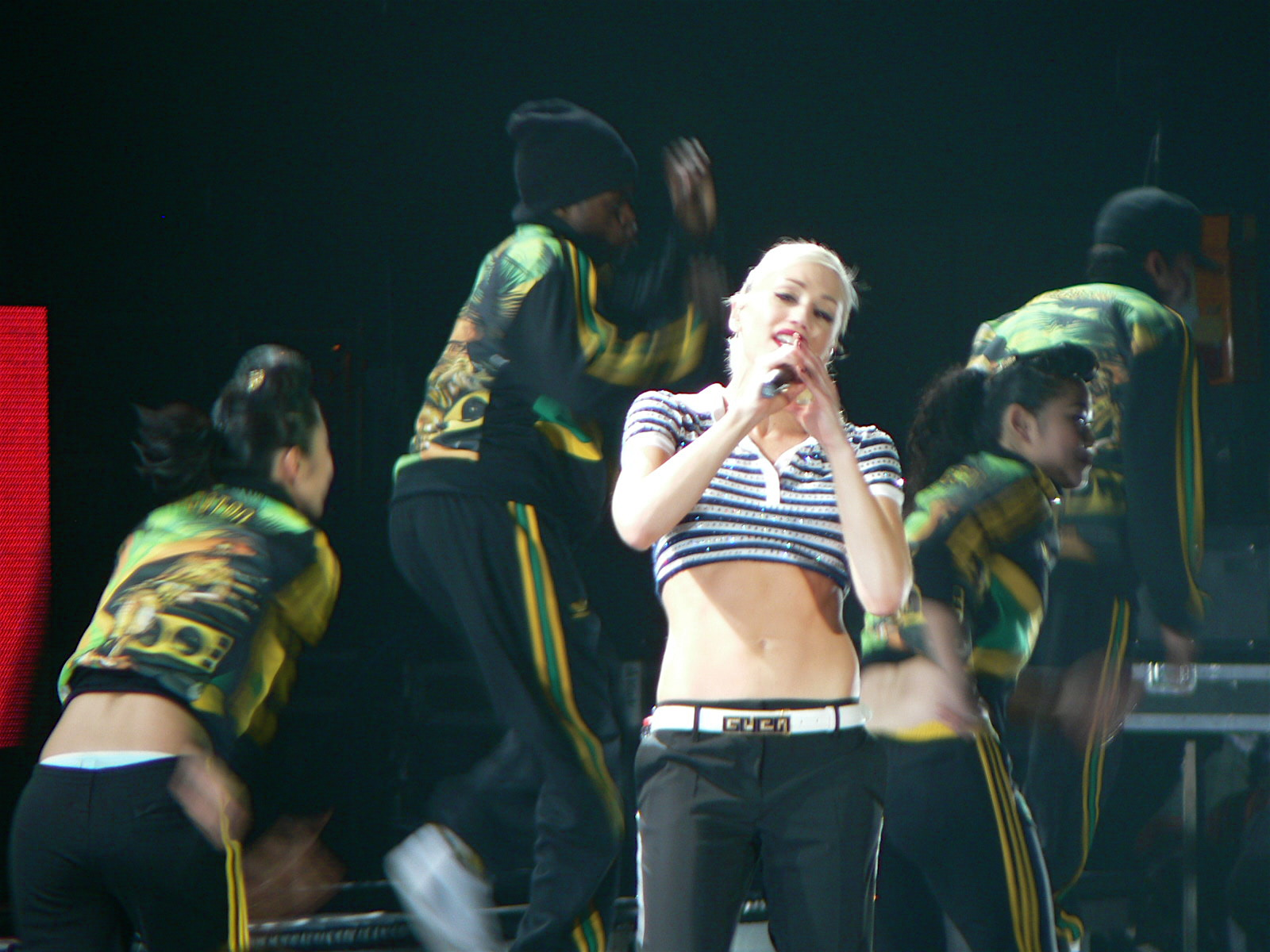
Gwen Stefani chantant sur The Sweet Escape Tour la chanson Now That You Got It.

Gwen Stefani est enceinte lors des dernières dates de sa tournée mondiale Harajuku Lovers Tour et patiente pour la sortie de son second album studio. À la fin de cette tournée, elle affirme au magazine Billboard avoir assez d'enregistrements pour sortir un nouveau disque. Cependant après son accouchement, Stefani planifie des sessions studio avec des musiciens comme Tony Kanal, Akon et le producteur Swizz Beatz. L'album The Sweet Escape sort le 4 décembre 2006 en Europe et le 5 décembre 2006 aux États-Unis.
Selon Le Nouvel Observateur, il s'agit d'un album « beaucoup moins rétro que le premier », en précisant qu'il est « teinté de sonorités dance qui rappellent parfois celles des années 80 ». Pour Metro, le premier single, Wind it up, est « touche de folie » avec sa tyrolienne, l'album « est varié : douze titres, douze styles différents. Gwen n’a pas peur d’expérimenter et de mélanger ses sons préférés : la pop eighties, le reggae, le hip-hop, l’électro à la sauce japonaise. C’est mélodique, c’est funky et elle est plus confiante que jamais. ».
Le premier extrait de l'album est Wind It Up qui sortit le 22 janvier 2007. Cette chanson a été rodée sur la tournée précédente. Le morceau contient un échantillon de la tyrolienne « lay ee odl lay ee odl lay hee hoo ! » de La Mélodie du bonheur. Ce single s'est classé dans le top 5 dans 4 pays : numéro 1 en Nouvelle-Zélande durant 2 semaines, numéro 3 au Royaume-Uni durant une semaine, numéro 4 aux Pays-Bas pendant 2 semaines et numéro 5 en Australie pendant une semaine.
En avril 2007, le deuxième extrait The Sweet Escape (La douce évasion) feat. Akon s'est classé premier dans le monde durant 8 semaines, néanmoins le titre est resté dans le classement durant 34 semaines. Ce single a été présent dans le top 5 de 9 pays : numéro 1 en Nouvelle-Zélande durant une semaine, numéro 2 en Australie pendant 6 semaines, dans le Billboard Hot 100 durant une semaine, au Royaume-Uni pendant 2 semaines, numéro 4 et pendant une semaine en France et au Portugal, et pendant deux semaines en Irlande, et pour finir numéro 5 aux Pays-Bas pendant 2 semaines.

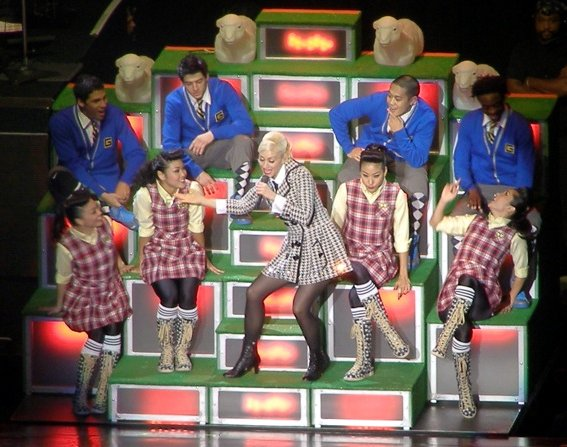
Gwen Stefani chantant sur The Sweet Escape Tour la chanson Wind It Up.

Gwen Stefani est à plusieurs reprises l'égérie pour des marques, en octobre 2007, le fabricant d'ordinateur Hewlett-Packard, lance une campagne de publicité mondiale de 300 millions de dollars dont Stefani fait partie en ayant fourni des contenus exclusif, puis en janvier 2011, elle devient l'égérie publicitaire de la marque française L'Oréal.
Le 12 avril 2007 durant un concert, Akon invite une fille de 14 ans à danser avec lui, sauf qu'il s'agit d'une danse suggestive. Une vidéo de la scène se retrouve sur internet et les autorités enquêtent sur l'affaire. Pour se faire pardonner, il écrit une chanson où il demande d'« être blâmé pour ce qui s'est passé » puis il s'adresse à Stefani en ces mots, « désolé pour l'embarras que je t'ai causé ». Akon reproche au père de la fille le fait qu'elle ait été autorisée à sortir dans un club réservé aux adultes. Dans l'histoire un sponsor de la tournée de Stefani, Verizon, a suspendu son contrat pour la tournée.
Pour soutenir l'album, une tournée mondiale nommée « Sweet Escape Tour » a débuté sur le continent américain en avril 2007 et a continué en Europe en septembre et octobre 2007. Lors de la partie Asiatique de la tournée, en juillet 2007, une association Malaisienne conservatrice musulmane reproche à Gwen Stefani d'offenser les croyances musulmanes, un des porte-parole ayant déclaré que « Ses clips sont obscènes. Nous voulons que les organisateurs annulent son concert et que les autorités interviennent. ». Le concert de Kuala Lumpur est cependant maintenu et il respecte les coutumes locales, Stefani est habillée d'un juste-au-corps noir.
En juillet 2007 sort à la radio le troisième extrait 4 in the morning, le single physique est sorti le 17 septembre 2007 en France, c'est-à-dire le même jour que son concert en France. Son classement mondial est neuvième, le titre se classe seulement à la 54e place dans le Billboard Hot 100. Le 17 septembre sort également le quatrième single de Stefani Now That You Got It aux États-Unis. En décembre 2007 sort le 5e single Early Winter, coécrit par Tim Rice-Oxley, le pianiste de Keane.. En janvier 2008, Stefani reçoit le People's Choice Awards de la chanteuse féminine de l'année. Au classement général pour l'année 2007 en France selon Ifop, le titre The Sweet Escape avec Akon se classe 40e.

### Retour avec No Doubt (2008-2013)

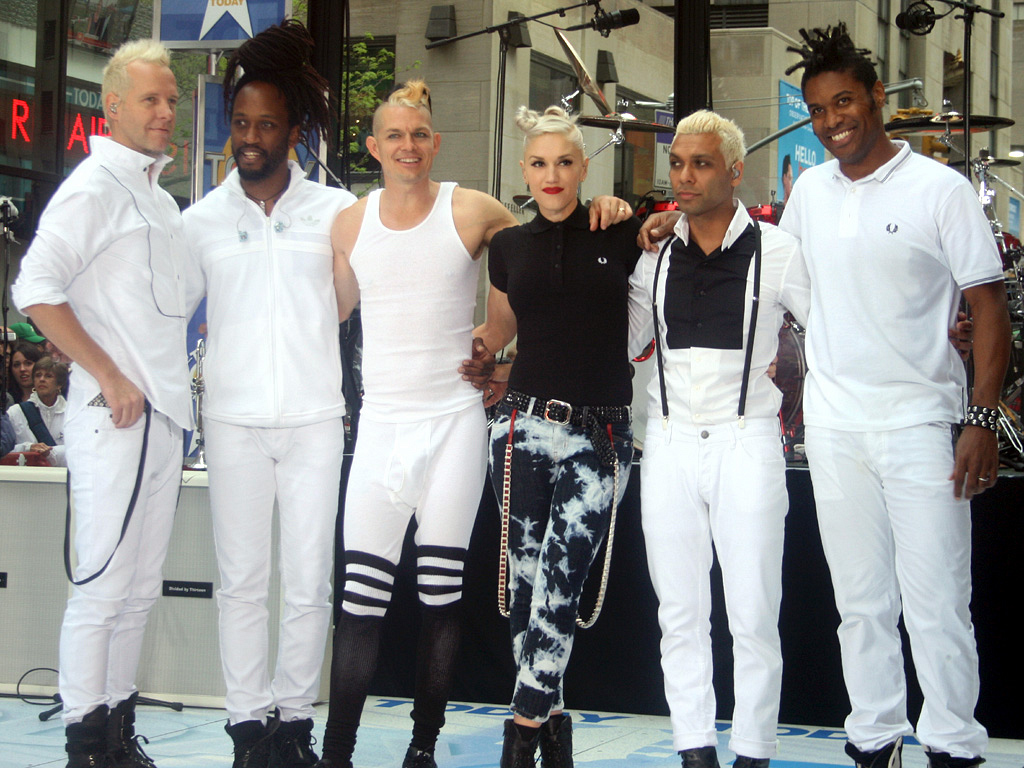
No Doubt, lors de leur première intervention télévisée, à la suite du retour du groupe.

Lors de la promotion de son deuxième album The Sweet Escape, le groupe No Doubt commence le travail d'écriture pour le nouvel album du groupe avec Stefani. Dans cette optique, l'enregistrement de l'album doit se faire une fois que The Sweet Escape Tour, la tournée de Stefani sera fini. En mars 2008, la grossesse de Stefani ralentit l'avancement du projet.
Le groupe annonce une tournée pour l'été 2009. Le sixième album Push and Shove sort finalement en septembre 2012. Le groupe annonce cette sortie par un article sur leur site Internet et révèle leur nom de l'album et son premier single Settle Down. Le clip vidéo de la chanson est réalisé par Sophie Muller avec qui le groupe a déjà travaillé et Gwen Stefani aussi. Lors de sa sortie, Push and Shove est en général favorablement accueilli par la critique. L’agrégateur de note Metacritic, sur une base de 12 critiques attribue la note de 66/100 avec comme indication « critique généralement favorable ». Lors de la sortie de clip vidéo de la chanson Looking Hot, le groupe reçoit des plaintes sur la représentation des Amérindiens. Le groupe s'en excuse et retire la vidéo d'internet. Le groupe qui avait annoncé une tournée finit par l'annuler en février 2013 et annonce se focaliser sur l'enregistrement d'un nouvel. En novembre 2013, le groupe annonce faire une pause.

### Retour avecThis Is What the Truth Feels Likeet album de Noël (2014-2018)

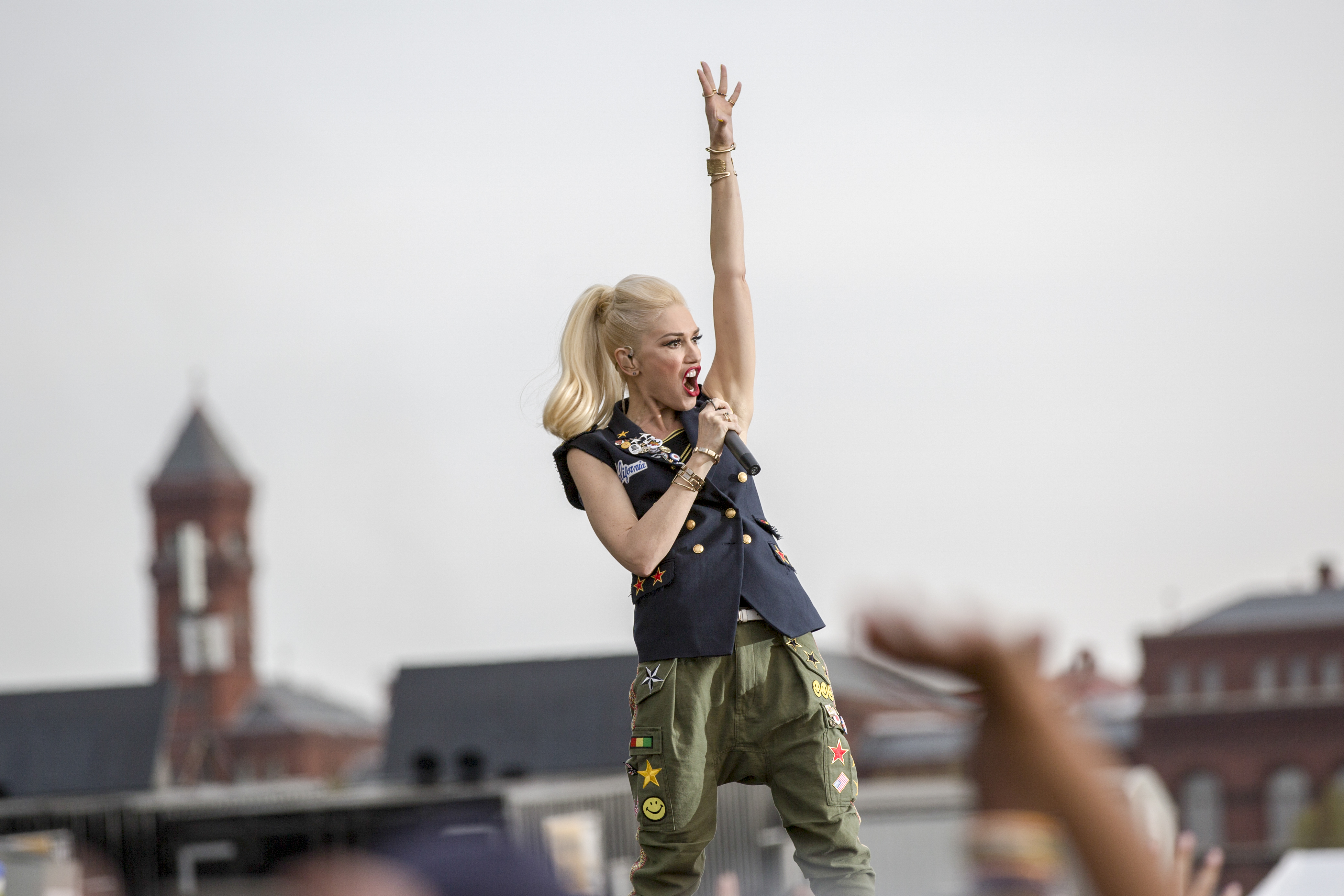
Stefani à Washington en 2015.

Le 12 avril 2014, Stefani fait une apparition surprise au festival Coachella en rejoignant Pharrell Williams sur scène. Ils interprètent Hollaback Girl. En septembre 2014, Gwen Stefani remplace Shakira comme coach lors de la septième saison de The Voice aux États-Unis. Elle retrouve dans le jury Pharell Williams, l'un de ses producteurs, Adam Levine et Blake Shelton. Ce même mois, elle participe aux chansons My Heart Is Open, avec Levine sur l'album V de Maroon 5 et à Together, de Calvin Harris, sur l'album Motion.
Le 8 septembre 2014, Gwen Stefani annonce à MTV News pendant la New York Fashion Week qu'elle travaille sur un nouvel album pour No Doubt et sur son troisième album solo ; elle précise qu'elle travaille à nouveau avec Pharrell Williams. Le 22 octobre 2014, Gwen Stefani dévoile le single Baby Don't Lie co-écrite avec Ryan Tedder, Benny Blanco et Noel Zancanella. Le mois suivant, c'est Spark the Fire produit par Pharrell Williams qui est dévoilé,. Cependant, ces deux derniers singles ne sont finalement pas intégrés à son 3e projet solo. Billboard annonce que ce 3e album studio est prévu pour décembre 2014 avec pour producteur exécutif Benny Blanco.
En janvier 2015, Gwen Stefani et Pharell Williams enregistrent la chanson Shine pour la bande sonore du film Paddington. Stefani et Sia Furler travaillent ensemble sur une ballade Start a War ; un titre qui n'est pas retenu pour la version finale de son 3e album En juillet 2015, le rappeur Eminem et Gwen Stefani collaborent pour le titre Kings Never Die, second single extrait de la bande originale du film La Rage au ventre.
Le 17 octobre 2015, Gwen Stefani donne une série de concerts MasterCard Priceless Surprises au Hammerstein Ballroom à New York. À cette occasion, la chanson Used To Love You est interprétée pour la première fois ; Gwen Stefani y évoque son divorce d'avec Gavin Rossdale. Le clip sort quelques heures après le même jour. Il s'agit du premier single de son 3e album studio This Is What the Truth Feels Like sur lequel Gwen Stefani travaille depuis l'été 2015,,. Gwen Stefani explique qu'elle avait des enregistrements qui datent de 2014, mais qu'ils lui paraissent « forcé et inauthentique », à l'opposé de ce qu'elle voulait faire,,.
Le deuxième single Make Me Like You sort le 13 février 2016 ; il est suivi par un clip le 16 février 2016 réalisée par Sophie Muller en direct pendant une coupure publicitaire durant les Grammy Awards 2016 et il sort quelques minutes après. Le tournage du clip s'est fait en 4 minutes. Après deux ans de travail, Gwen Stefani sort le 18 mars 2016 son troisième album solo This Is What the Truth Feels Like ; il devient le premier album de Gwen Stefani à se classer numéro un du classement Billboard 200. Pour promouvoir son album, Gwen Stefani embarque pour une tournée le This Is What the Truth Feels Like Tour avec la rappeuse Eve aux États-Unis.
La chanteuse double le personnage de DJ Suki dans le film animé Trolls (2016). Elle interprète aussi une chanson dans la bande-originale du film.
En juillet 2017, Gwen Stefani annonce qu'elle travaille en studio et qu'elle planifie de sortir de nouveaux enregistrements avant la fin de cette même année. En août, plusieurs noms de chansons des sessions d'enregistrement de Gwen Stefani sont publiés sur le site de la GEMA, la société de gestion des droits d'auteurs en Allemagne. Les titres suggèrent alors qu'il s'agit d'un enregistrement de chants de Noël. Les crédits qui ont fuité annoncent que Gwen Stefani collabore avec Busbee, Blake Shelton et Justin Tranter. Le 22 septembre sort le single You Make It Feel Like Christmas avec son compagnon Blake Shelton. En octobre 2017, Gwen Stefani propose un album de Noël intitulé You Make It Feel Like Christmas. Dans le but de promouvoir son album, NBC a demandé à Stefani de présenter la special Noël diffusée le 12 décembre 2017 ; le programme est intitulé Gwen Stefani's You Make It Feel Like Christmas.

### Résidence à Las Vegas et The Voice (2018-2020)

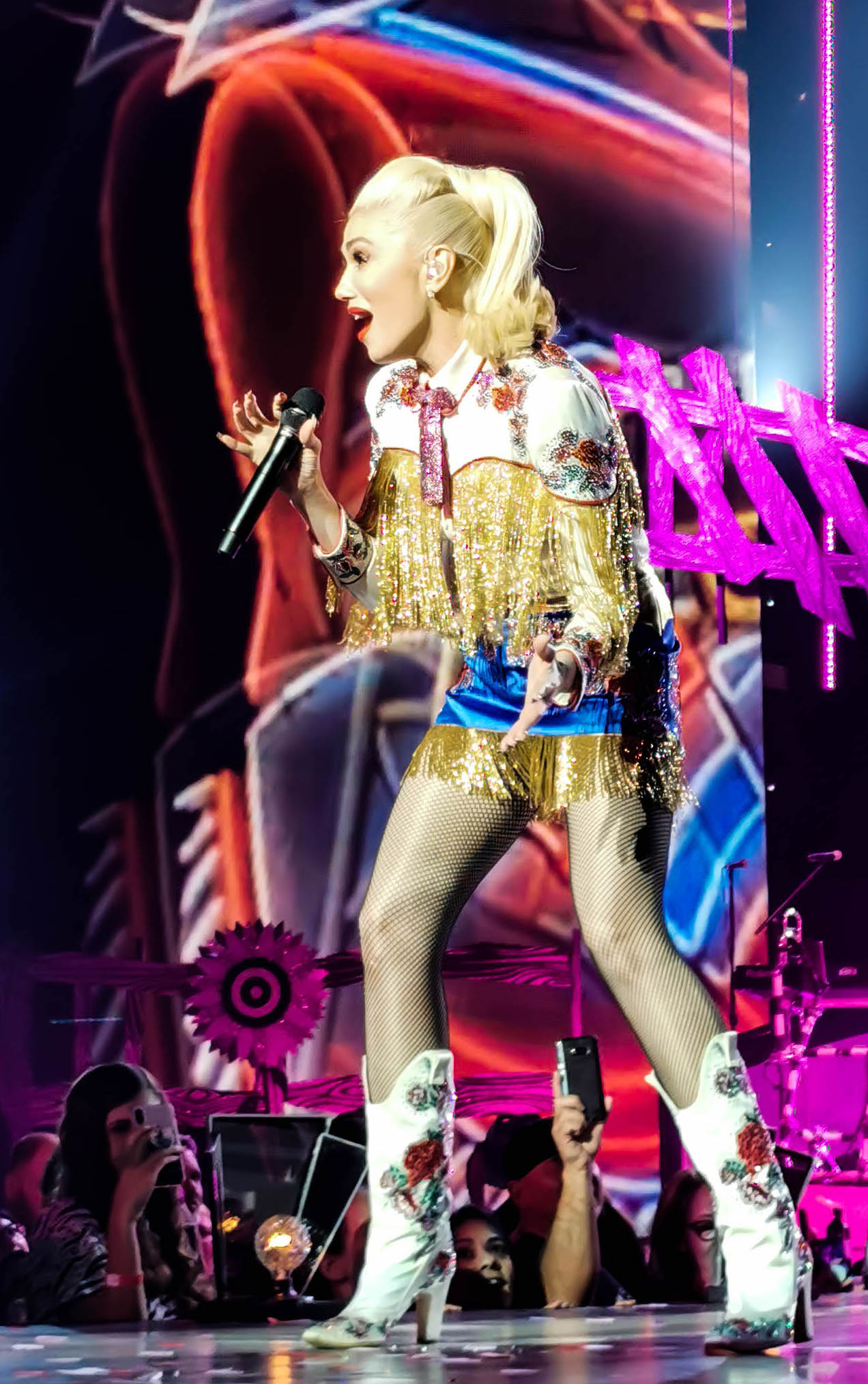
Gwen Stefani lors de son spectacle en résidence à Las Vegas en 2019.

En 2018, Stefani signe pour assurer un spectacle en résidence de 25 dates au Zappos Theater de Las Vegas ; elle commence le 27 juin 2018 ; la résidence, intitulée Just a Girl, fait référence à la chanson de No Doubt Just a Girl. La série de concerts doit se conclure le 16 mai 2020 mais les huit derniers spectacles sont reportés en raison de la pandémie de Covid-19. La résidence prend fin le 6 novembre 2021. Pour chaque ticket acheté, un dollar est reversé à l'organisation Cure4Kids. Une édition deluxe de l'album You Make It Feel Like Christmas sort en octobre 2018, accompagnée par le single Secret Santa.
Stefani remplace le chanteur Adam Levine comme coach dans la saison 17 de The Voice. Elle est remplacée par Nick Jonas pour la saison 18 avant de revenir dans la saison 19 pour reprendre sa place. Son candidat Carter Rubin gagne le concours, lui donnant sa première victoire comme coach en cinq participations. En novembre 2020, pendant la diffusion de la saison 19, il est annoncé que Jonas remplace à nouveau Gwen Stefani comme coach dans la saison 20. Gwen Stefani reprend son rôle de coach dans la saison 22 en remplacement d'Ariana Grande mais ne poursuit pas pour la saison 23,.
En 2019, Stefani participe au single de Blake Shelton Nobody but You extrait de la compilation Fully Loaded: God's Country. En juillet 2020, Stefani et Shelton sortent un single intitulé Happy Anywhere inspiré par la pandémie de Covid-19. Stefani devait se produire au festival Lollapalooza en 2020, mais il est reporté en raison de la pandémie de Covid-19. Lollapalooza fait un livestream en juillet et août 2020 de quatre jours mais Stefani n'y participe pas.
Stefani participe au remix de Physical par Mark Ronson ; le titre est inclus dans l'album de remix Club Future Nostalgia (2020). Stefani a été initialement approché pour un sample nettoyé de Hollaback Girl par un remix d'Hallucinate par Mr Fingers, et il lui a été demandé de faire partie du remix de Physical. Pour promouvoir la réédition en 2020 de You Make It Feel Like Christmas, Stefani sort une reprise de Sleigh Ride comme single.

### DeLet Me Reintroduce MyselfàBouquet(depuis 2020)
En décembre 2020, Stefani sort un single de retour Let Me Reintroduce Myself aux accents ska qui rappellent à la presse le style de son groupe No Doubt,. Elle poursuit avec Slow Clap en mars 2021, avant d'être remixé avec un featuring de Saweetie.
Stefani divulgue d'autres nouvelles musiques sur son compte Instagram ; les chansons When Loving Gets Old et Cry Happy. En 2022, elle participe au single Light My Fire aux côtés de Sean Paul et de Shenseea. En juin 2023, deux ans après son dernier single en solo, elle annonce True Babe. Le 9 février 2024, avec son mari Blake Shelton, Stefani sort un duo intitulé Purple Irises. Le 25 juillet, avec Anderson .Paak, elle sort le single Hello World, une chanson sponsorisée par Coca-Cola pour les Jeux olympiques de 2024. Le 13 avril 2024, Stefani avec No Doubt pour la première fois depuis 2015, fait une apparition à Coachella,,.
Somebody Else's sort le 20 septembre 2024 comme single principal de son 5e album studio Bouquet,. S'en suit la sortie de Swallow My Tears le 25 octobre 2024. L'album, aux sonorités country mais aussi pop-rock des années 1990-2000, sort le 15 novembre,,. Enregistré à Nashville, il s'agit de son premier album studio sorti en 7 ans,. En janvier 2025, Stefani se réunit à nouveau avec son groupe pour un concert caritatif FireAid Benefit afin de venir en aide aux communautés touchées par les feux de forêt en Californie du sud. L'évènement a été diffusé en direct. En mars 2025, une version deluxe de Bouquet est publiée. Elle contient le single Still Gonna Love You et onze chansons en version acoustiques.

## Vie privée

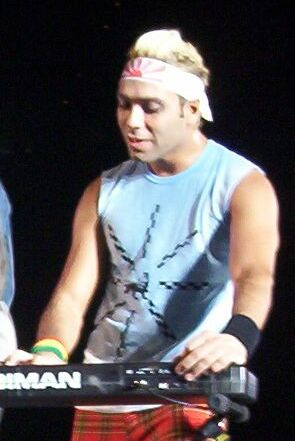
Tony Kanal.

Gwen Stefani tombe amoureuse de Tony Kanal quand il rejoint No Doubt, mais celui-ci préfère la repousser parce que selon lui, la présence de son frère dans le groupe semble instaurer une règle tacite interdisant à chacun des membres de flirter avec elle. Ils commencent toutefois à sortir ensemble et deviennent inséparables au début des années 1990. Gwen explique qu'elle s'est énormément investie dans cette relation: « Tout ce que j'ai jamais fait c'était de regarder Tony et de prier Dieu pour qu'il me laisse avoir un bébé de lui ». Au bout de 7 ans de relation, Kanal met un terme à l'histoire d'amour en expliquant qu'il avait besoin « d'espace »,.
Pendant l'époque de No Doubt, ils ont fait des tournées avec Reel Big Fish, un groupe de ska, dont le chanteur Aaron Barrett écrit quelque temps plus tard la chanson She's Famous Now (sur l'album de 1998 Why Do They Rock So Hard?). La chanson est généralement interprétée comme laissant sous-entendre une relation entre les deux et le succès suivant de Gwen avec No Doubt. Néanmoins, Barrett déclare plus tard qu'il « essayait juste de lancer une rumeur » (« was just trying to start a rumor ») .

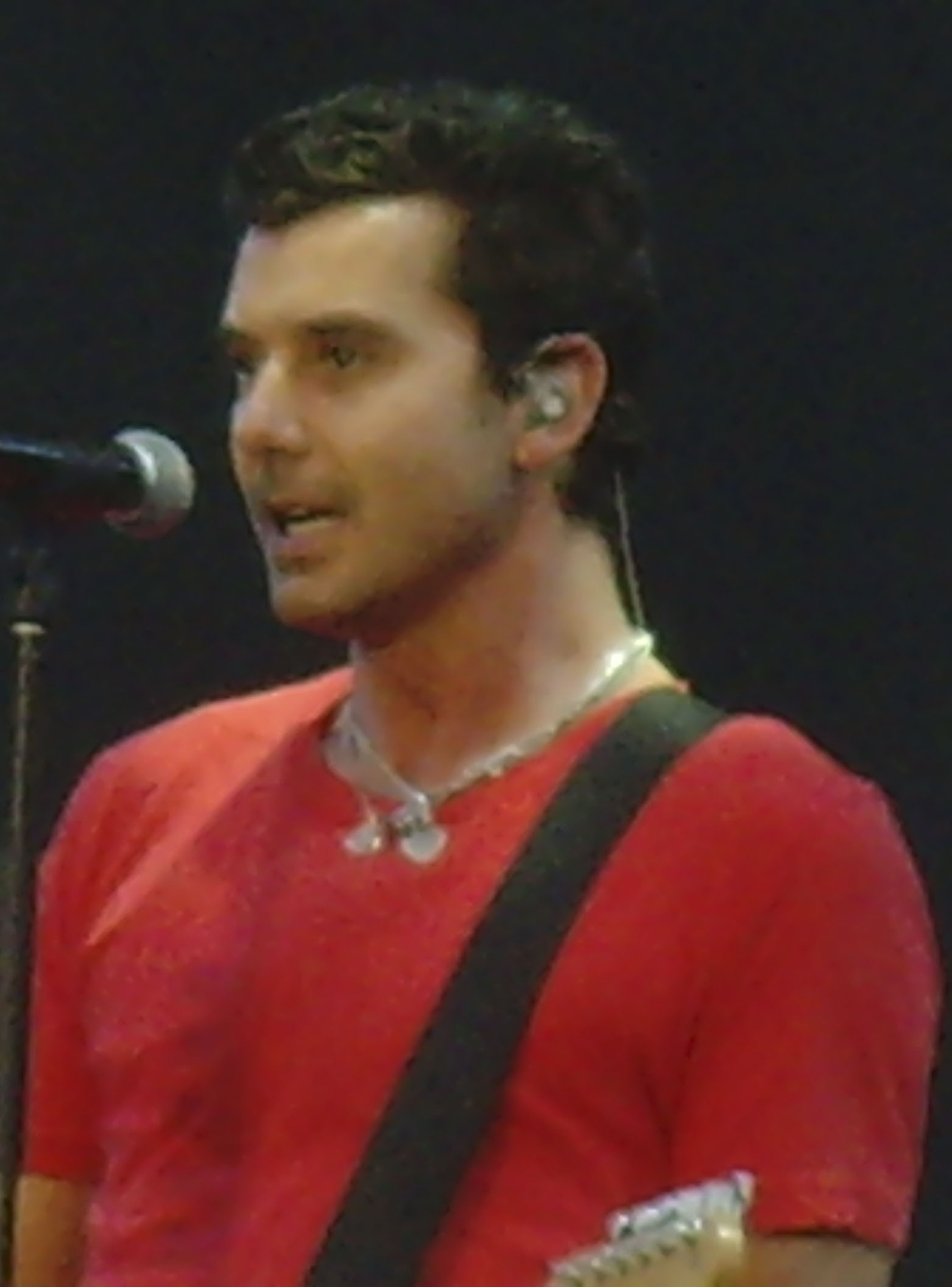
Gavin Rossdale.

En décembre 1995, Stefani rencontre Gavin Rossdale, guitariste et chanteur du groupe Bush à un concert des No Doubt, et les deux jeunes gens entament une relation à longue distance. Le couple décide de garder privés certains détails de leur relation, évitant de parler ensemble aux journalistes. Ils se marient en 2002 à l'église St Paul de Covent Garden à Londres. Un second mariage a lieu à Los Angeles deux semaines plus tard. Selon Gwen Stefani, il a été organisé pour qu'elle puisse porter une robe de mariage créée sur mesure par le styliste britannique John Galliano.
Après un test de paternité, le couple apprend en 2004 que Rossdale a eu une fille illégitime Daisy (née en 1989) d'une précédente romance avec le mannequin Pearl Lowe. Gwen est dévastée et furieuse par cette découverte qui constitue un grave problème à surmonter dans sa relation avec Rossdale. Elle n'a aucun contact avec Daisy, bien que son mari soit le parrain de la jeune fille. Beaucoup croient que la chanson Danger Zone de Gwen Stefani traite de cette découverte et de ses conséquences, or elle a été écrite avant l'incident.
Gwen Stefani annonce sa grossesse le 21 décembre 2005 à Fort Lauderdale en Floride. Le 26 mai 2006, leur fils, Kingston James McGregor Rossdale naît par césarienne au centre médical Cedars-Sinai de Los Angeles et pèse 3,4 kg. Cependant sa grossesse a été difficile,. Néanmoins, on apprend en janvier 2008 que Gwen Stefani est de nouveau enceinte, elle accouche d'un deuxième garçon prénommé Zuma Nesta Rock Rossdale le 21 août 2008 à Los Angeles. En septembre 2013, on apprend que la chanteuse est de nouveau enceinte. Le 28 février 2014, elle accouche de son troisième enfant, un garçon prénommé Apollo Bowie Flynn Rossdale. Après 13 ans de mariage, Gwen Stefani et Gavin Rossdale annoncent leur divorce en août 2015 à la suite d'allégations d'adultère par Rossdale,,. Ce dernier a été prononcé le 25 octobre 2015. La garde des enfants est partagée.

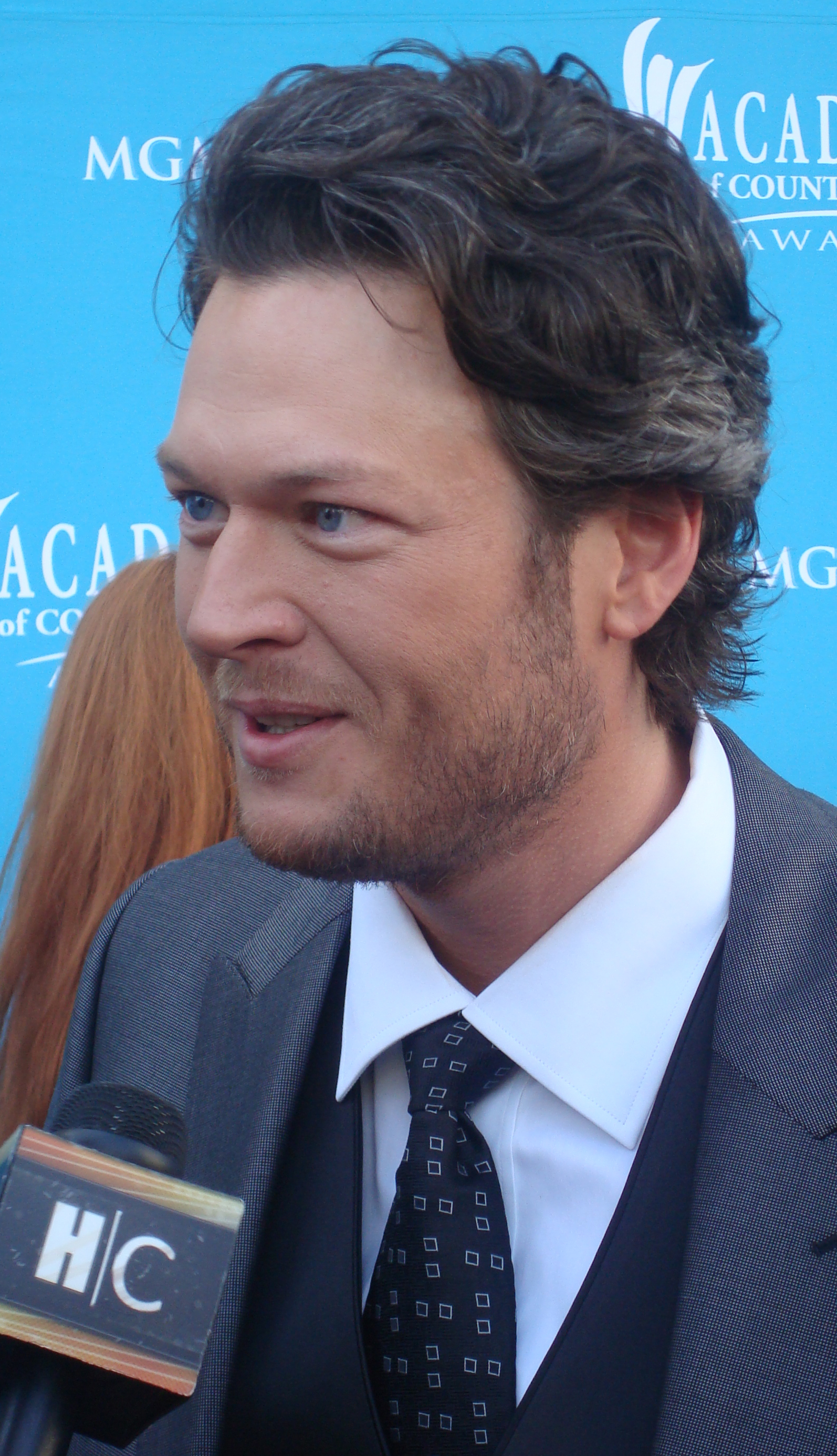
Blake Shelton en 2010.

Le 4 novembre 2015, Gwen Stefani confirme qu'elle est en couple avec le chanteur américain de musique country Blake Shelton,,. Le 3 juillet 2021, Stefani annonce son mariage avec Shelton en publiant des photos sur ses réseaux sociaux,.

## Environnement artistique

### Voix et style musical
Gwen Stefani est une mezzo-soprano, sa voix s'étend sur trois octaves. Gwen Stefani possède un vibrato profond. La musique de Gwen Stefani provient de différents styles musicaux, dont la pop, la new wave et le reggae mais aussi la synthpop, le bubblegum pop, le dance-punk, le hip-hop et le RnB,,,. Son travail personnel est pour partie dans la continuité de sa discographie avec No Doubt.
Son premier album Love. Angel. Music. Baby. est à base de pop avec des influences de la musique des années 1980,. Son deuxième album The Sweet Escape ressemble au premier album tout en incorporant de nouveaux genres musicaux,,,. Dans son 3e album studio This Is What the Truth Feels Like, Stefani poursuit dans la pop en incorporant plusieurs styles musicaux dont le reggae, le disco et le dancehall, mais aussi de la guitare,,,. Dans les paroles, Stefani aborde sa vie personnelle comme son divorce d'avec Gavin Rossdale et sa romance avec Blake Shelton. La chanteuse explique que l'album aborde le pardon plutôt que la revanche.

### Influences et héritages

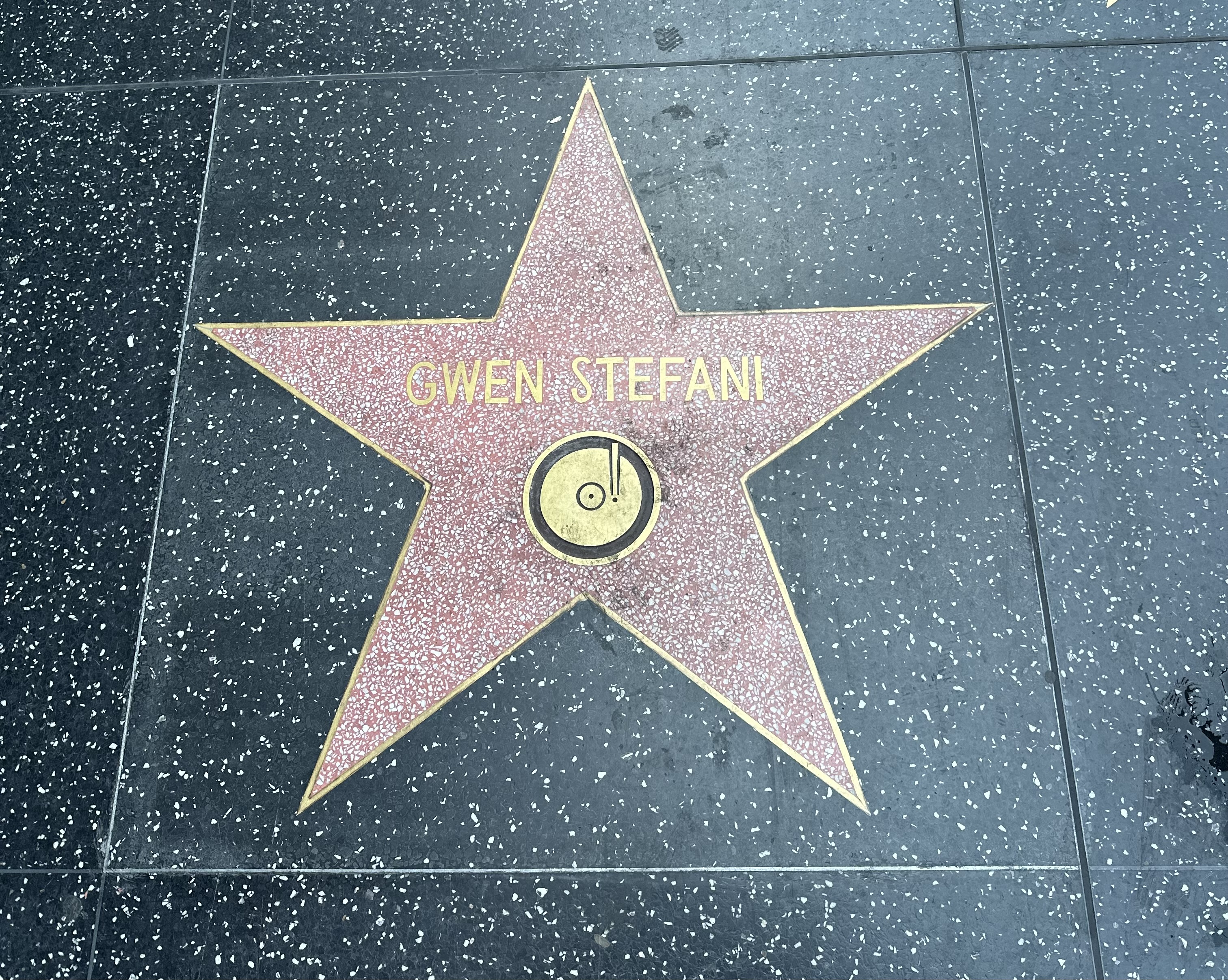
L'étoile de Gwen Stefani sur le Hollywood Walk of Fame.

Gwen Stefani cite Club Nouveau, Depeche Mode, Lisa Lisa, Prince, New Order, The Cure et Madonna à ses débuts comme ses influences pour ces albums.
L'impact de Love. Angel. Music. Baby. peut se ressentir sur les sorties ultérieures en 2006 selon plusieurs critiques de presse,. Notamment lorsque Rolling Stone déplore dans la critique de l'album de Nelly Furtado Loose que « c'est un album dans le même style que celui de Gwen Stefani mais sans Gwen ». L'album de la chanteuse RnB Fergie The Dutchess (2006) est aussi influencé par l'album de Gwen Stefani ; selon le Timeout.com, « c'est Fergie qui a pris le meilleur de la pop contemporaine de l'album de Gwen ». Pour la critique de Timeout.com, le premier single de Fergie London Bridge est comparable à la chanson Hollaback Girl, chanson de cet album. En 2005, Rolling Stone la désigne comme « la seule vraie rock star féminine restée à la radio ou sur MTV », alors qu'elle est en couverture du magazine.
Le travail de Gwen Stefani a influencé plusieurs artistes dont Best Coast, Rihanna, Katy Perry, Marina and the Diamonds, Cover Drive, Sky Ferreira ou Rita Ora.
En 2023, Gwen Stefani reçoit une étoile sur le Hollywood Walk of Fame.

### Image publique

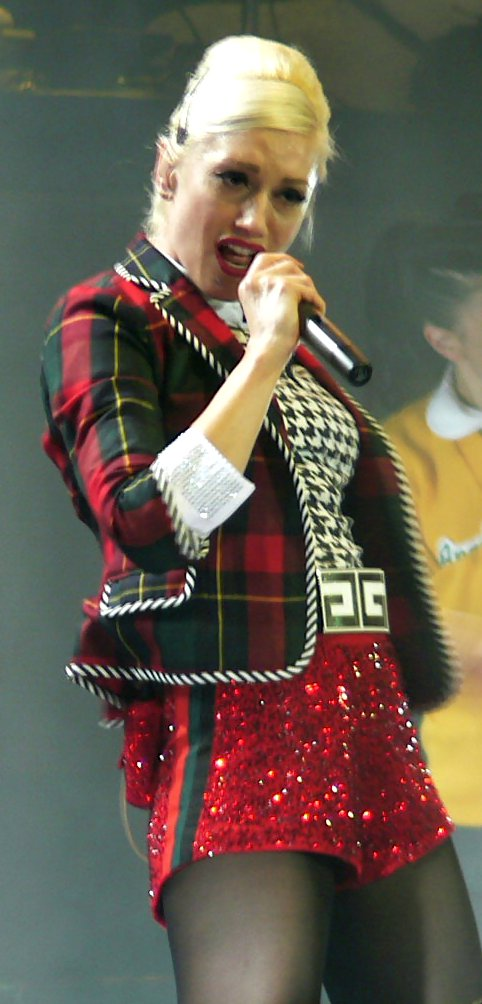
Gwen en mai 2007 avec le logo G sur la boucle de la ceinture.

Depuis le début de sa carrière dans les années 1990, Gwen Stefani est louée pour son style vestimentaire et son apparence physique. En septembre 2007, le magazine People décrit Stefani comme celle qui crée les tendances. Elle fait partie de la liste éditée en 2007 par le magazine People des personnalités féminines les mieux habillées aux côtés de Madonna, Beyoncé et Jennifer Lopez. Le magazine américain Harper's Bazaar la qualifie en 2014 d'« icône ultime du rock ». Aux People's Choice Awards, elle est sacrée « icône de la mode » en 2019.
Au niveau vestimentaire, Stefani s'habille avec des tenues qualifiées d'originales ou d'extravagantes. Elle commence à porter le bindi, la marque portée sur le front par la plupart des hindous, dans les années 1990 après avoir rencontré la famille de Tony Kanal qui a un héritage indien ; elle en porte un dans le clip vidéo de la chanson Don't Speak,. Pendant l’ascension de No Doubt, Stefani crée les décors de plusieurs clips vidéo du groupe. Sa première intervention a lieu dans le clip vidéo Just a Girl en 1995. Dans les années 1990, Gwen Stefani est également connue pour porter des tops, des pulls ou encore des pantalons cargos,. Son maquillage comprend de la poudre légèrement mise sur le visage, un rouge à lèvres lumineux et les sourcils arqués ; elle écrit à ce sujet une chanson intitulée Magic's in the Make up pour l'album Return of Saturn de No Doubt, dans laquelle elle se demande : « If the magic's in the makeup then who am I? » (« Si la magie est dans le maquillage, alors qui suis-je ? »),.

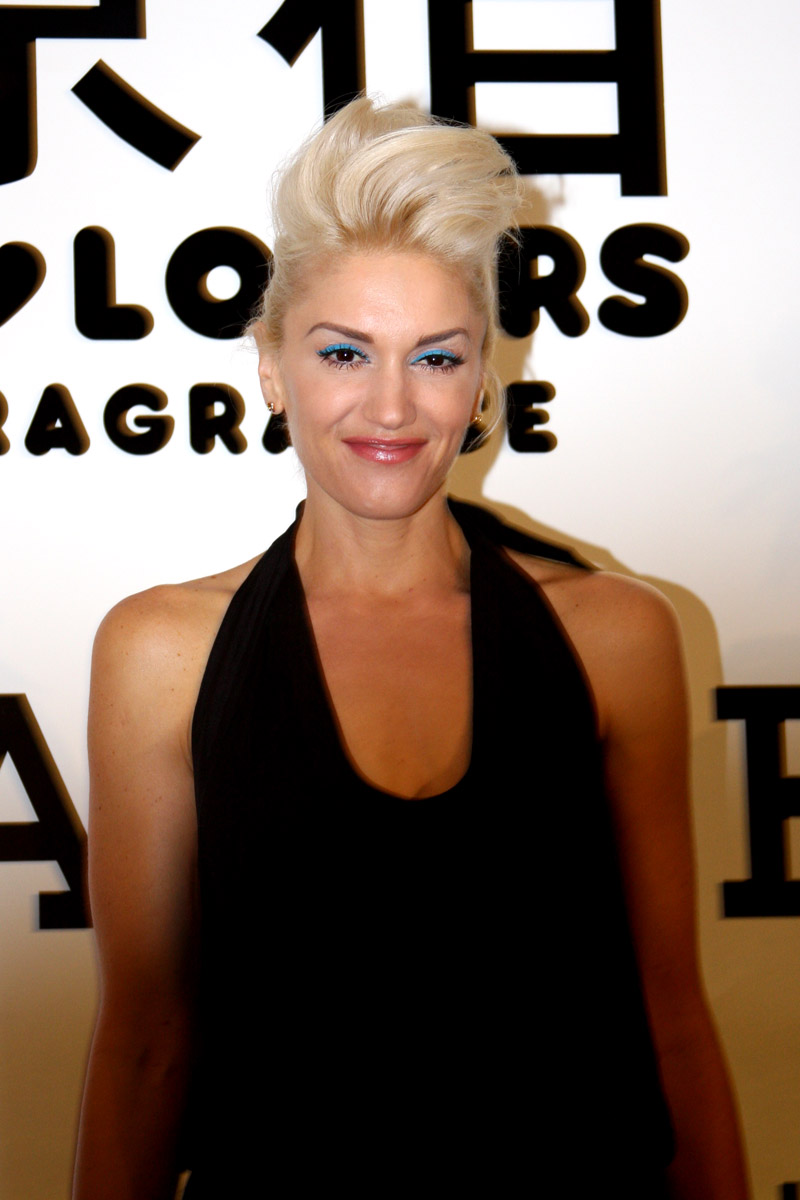
Gwen Stefani en septembre 2009.

Gwen Stefani a adopté plusieurs types de coiffures. Madame Figaro liste notamment les boucles rétro, mini-frange, chignons macarons, queue-de-cheval haute, extensions, couettes, coupe courte. Stefani est naturellement brune, mais elle n'a plus cette couleur depuis la classe de troisième à partir de laquelle elle est devenue blonde platine ; couleur de cheveux qui est devenue une marque de fabrique,,,. La chanteuse aborde le thème dans sa chanson Platinum Blonde Life sur l'album Rock Steady sorti en 2001. Elle fait plusieurs exceptions, une en 1998 lorsqu'elle se teint les cheveux en bleu ; une autre en 2000 où elle s'affiche avec les cheveux roses sur la pochette de l'album Return of Saturn ; et encore en 2015, lorsqu'elle affiche un dégradé de blond avec des pointes teintes en noir et en violet.
En 2006, Gwen Stefani modifie son image en s'inspirant d'Elvira Hancock, une femme de gangster junkie jouée par Michelle Pfeiffer en 1983 dans le film Scarface. Son image ainsi réinventée, elle inclut un logo se composant de deux G dos à dos, qui apparaît sur une clef incrustée de diamants qu'elle porte sur un collier et qui devient un motif pour la promotion de l'album The Sweet Escape. En janvier 2007, les médias sont inquiets du fait de la rapide perte de poids de la chanteuse après sa deuxième grossesse. Elle maigrit par un régime accompagné d'exercices physiques, mais elle admet avoir une son obsession pour garder une taille svelte. Elle déclare qu'il s'agit d'une bataille continuelle et d'un « cauchemar » avec son apparence physique. Stefani aime les vêtements et assure vouloir porter ceux qu'elle dessine. En 2022 et en 2024, la presse people suggère que Gwen Stefani a eu recours à la médecine esthétique sur son visage,,,.

### Collections de vêtements, cosmétiques
Dans les médias, Gwen Stefani est connue comme étant avant-gardiste au niveau vestimentaire.
En 2003, elle lance sa ligne de vêtements, L.A.M.B., et elle étoffe sa collection avec une nouvelle ligne en 2005, nommée Harajuku Lovers, inspirée de la culture japonaise. Sa société L.A.M.B. a lancé cinq parfums L, Love, Lil’ Angel, Music, Baby et G au prix de 45 dollars américains le flacon, ainsi que son eau de parfum et un soin pour le corps. Les fragrances sont emballés et commercialisés dans des flacons en forme de poupée caricaturée pour ressembler à Stefani et ses quatre Harajuku Girls. Les parfums remportent le prix du parfum de l'année de la Fragrance Foundation en 2009. Ils ont généré de nombreuses rééditions.
Stefani présente dans le cadre de la semaine de la mode la collection printemps-été 2008 de sa ligne de vêtements. À partir de 2011 sort une collection pour enfant sous le nom Harajuku Mini commercialisée dans la chaîne de magasins Target. Pour l'année 2019, les marques de Gwen Stefani ont rapporté plus d'un milliard de dollars américains de ventes au détail. En 2014, Stefani s'associe à Shoedazzle pour vendre des chaussures et de la maroquinerie sous la marque gx by Gwen Stefani.
En 2022, la chanteuse propose une nouvelle marque de cosmétique végan GXVE Beauty (prononcé Give) avec des produits comme du rouge à lèvres, des palettes d'ombres à paupière ou encore des ligneurs en gel,. Les produits de la marque sont vendus entre 24 et 48 dollars.

### Harajuku Girls

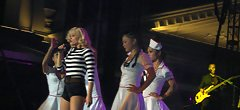
Gwen Stefani chantant avec les Harajuku Girls, habillées en infirmières, sur le Harajuku Lovers Tour 2005.

La sortie du premier album de Gwen Stefani marque l'apparition de quatre danseuses, les Harajuku Girls, dont le nom vient d'un quartier branché de Tokyo, Harajuku . Les danseuses de Stefani apparaissent comme influencées par le style Gothic Lolita très répandu au Japon. La ligne de vêtements de Stefani est également influencée par la mode japonaise. Les danseuses figurent dans les clips vidéo de Stefani, sur les couvertures de presse et sur la couverture de l’album Love. Angel. Music. Baby., avec une chanson du même nom qui leur est dédicacée. Elles participent également à la tournée du Harajuku Lovers Tour 2005 de Stefani.
L'actrice Margaret Cho accuse Stefani de racisme et compare les Harajuku Girls aux « minstrel show » en renforçant les stéréotypes ethniques des femmes asiatiques.
En 2016, une série animée dérivée des Harajuku Girls est produite et lancée par la chanteuse sur la chaîne de télévision Nickelodeon sous le nom Kuu Kuu Harajuku.

### Philanthropie
Pour une levée de fonds en faveur de l'Orange Children's Foundation et de Children's Hospital du comté d'Orange, Gwen Stefani a vendu des costumes et des pièces présentées lors de sa tournée mondiale The Sweet Escape Tour.

## Discographie
- 2004 : Love. Angel. Music. Baby.
- 2006 : The Sweet Escape
- 2016 : This Is What the Truth Feels Like
- 2017 : You Make It Feel Like Christmas
- 2024 : Bouquet

## Filmographie
- 2001 : Zoolander - cameo
- 2004 : Aviator - Jean Harlow
- 2009 : Gossip Girl (1 épisode)
- 2016 : Les Trolls (Trolls) : DJ Suki (voix originale)
- 2016 : Kuu Kuu Harajuku : productrice
- 2017 : The Defiant Ones (série documentaire musicale) d'Allen Hughes : elle-même
- 2024 : Piece by Piece de Morgan Neville : elle-même

## Distinctions
Au cours de sa carrière d’artiste solo, Stefani a remporté plusieurs prix de musique. Elle remporte notamment un Grammy Awards en solo pour Let Me Blow Ya Mind avec la rappeuse Eve et deux avec son groupe No Doubt, elle a été nommée à 18 reprises aux Grammy Awards. Parmi les autres récompenses, elle remporte quatre MTV Video Music Awards, un American Music Award, un Brit Awards et deux Billboard Music Awards. En 2014, lors des premiers People Magazine Awards Stefani reçoit le Style Icon Award. En 2016, la chanteuse a été honorée aux Radio Disney Music Awards par un Hero Award, attribué aux artistes en fonction de leurs contributions personnelles à diverses œuvres caritatives.